# コミュニティメディアパートナーズ福岡
株式会社コミュニティメディアパートナーズ福岡（コミュニティメディアパートナーズふくおか）は、福岡県福岡市中央区、博多区、南区の各一部地域を放送区域として超短波放送（FM放送）を行う特定地上基幹放送事業者である。
呼出名称はコミュニティラジオ天神FM。これを縮めた通称のCOMI×TEN（コミてん）でコミュニティ放送を行う。

## 概要
2013年1月11日、不動産企業を経営する創業者が北九州シティエフエム（FM KITAQ）代表の協力を得て開局。
天神地域には九州初のコミュニティ放送局であった天神エフエム（現・ラブエフエム国際放送）が1996年〜2010年に所在していたが、同局がLOVE FMの事業を受け継ぐためにコミュニティ放送を閉局し（詳細はラブエフエム国際放送を参照）、一時は福岡市にコミュニティ放送局が存在せず、およそ2年ぶりの開局ということになる。周波数も天神エフエムと同一の77.7MHzとなった。
放送は全て自社制作で、放送時間は各日8:00〜23:00（開局当初は 7:00〜22:00 だったが、後年、現行時間）。
スタジオは開局前月に開店したロバーツコーヒー福岡大名店に面している。
開局当初よりスタジオの様子をUstreamで配信しており、2013年2月15日よりSimulRadioに参加、インターネットで聴取できる。
2022年4月1日よりインターネットでの聴取方法が、ListenRadioに変更される。
2025年1月11日よりインターネットでの聴取方法が、FM++に変更される。

## 主な番組
- MUSIC TRAFFIC Supported by NOMATA（月〜金 8:00-8:55）
- Buffet de COMITEN （月〜金 12:00-13:00、月・金12:30 - 12:55（第2.4.5週））
- Twilight Twilight （月 18:00-18:55、火 17:00-17:25、18:00～18:55（第1.4.5週）、水　17:00-17:55、木　18:00-18:55、金　17:00-17:25（第2.3.4.5週）、17:30-17:55、18:00-18:25）
- Dreaming comiten（月・金 19:00-19:55、木 19:00-19:25（第2.4.5週）、19:30-19:55（第2.4.5週））
- COMITEN Night（月　22:00-22:55、火　20:00-20:55（第2.4週）21:00～21:55、22:00～22:55、水 20:00-20:55、22:00-22:55、木 20:00～20:55（第1.3.5週）、21:30-21:55（第1.2.4.5週）、22:00-22:25（第1.2.4.5週）、22:30-22:55、金曜日21:30-21:55）
- 高橋徹郎　ショートショート朗読劇（毎日 8:55-9:00、22:55-23:00）
- SATA-TEN（土 9:00-9:55、10:00-10:55（第1.3.5週）、11:00-11:55）
- DANMAGA Radio（土 19:00-19:55）
- Club AOR music flavor（土 21:00-21:55）
- Adagio Sunday（日 8:00-8:55）
- SAN-TEN（日 9:00-9:25（第2.4.5週）9:30-9:55、10:00-10:25（第1週以外）、10:30-10:55（第1.3.5週）11:30-11:55）
- Sunday ANDANTEN（日 18:00-18:55（第1.3.5週）、19:00-19:55）
- café de COMITEN（土・日 12:00-12:55）
- Night Rider（土 20:00-20:55（第2.4.5週）22:00-22:55、日 20:00-20:55、21:00-21:55、22:00-22:55）